# Gad Rausing
Gad Anders Rausing (19. maj 1922 i Bromma – 28. januar 2000 i Montreux, Schweiz) var en svensk industrileder og arkæolog. Medejer af Tetra Laval – fra 1995 eneejer. Rausing forsvarede i 1967 sin doktordisputats i arkæologi ved Lunds universitet. Disputatsen handlede om buens udvikling. Han blev samtidig udnævnt til docent. Han var søn af Ruben Rausing, der grundlagde Tetra Pak, og bror til Hans Rausing. Fra 1958 var han gift med Birgit Rausing.
Gad Rausing studerede kemi ved Lunds universitet og i slutningen af 1940'erne kom han til familiefirmaet Åkerlund & Rausing som laboratoriechef. Han ledede gruppen som udviklede materialet til den såkaldte tetraeder. 1954 blev han viceadministrerende direktør i Tetra Pak, mens hans yngre bror Hans blev administrerende direktør. Rausing medvirkede siden til at udvikle Tetra Pak til en af verdens førende emballageproducenter. Særligt udviklingen af Tetra Brik-kartonen lagde grunden til familiens store formue. 1982 forlod han Sverige af skattemæssige årsager.
Gads bror Hans solgte sin 50% aktiepost til Gad i 1995.
Gad Rausing blev æresdoktor ved Kungliga Tekniska Högskolan 1983.
I forbindelse med sagen mod Blekingegadebanden blev det afsløret at gruppen havde udarbejdet detaljerede planer for at kidnappe Rausings yngste søn Jörn Rausing. Gruppen ville kræve 25 millioner amerikanske dollars (ca. 300 millioner danske kroner) i løsepenge, disse løsepenge skulle gå til organisationen PFLP. Planen blev sat i værk den 7. januar 1985, men tilsyneladende opgivet få timer inden den egentlige kidnapning.
Rausing havde også en stærk interesse for arkæologi. Han finansierede blandt andet udgravninger af Birka på Björkö 1990-1995.
Rausing ligger begravet på Norra kyrkogården i Lund.